# Calancasca
La Calancasca est une rivière suisse, parcourant le val Calanca dans les Alpes. Elle se jette dans la Moesa près de Grono, c'est un affluent du Tessin, lui-même affluent du Pô

### Sources
- (de) Cet article est partiellement ou en totalité issu de l’article de Wikipédia en allemand intitulé « Calancasca » (voir la liste des auteurs).